# Tidslinje för scoutrörelsen
Tidslinje för scoutrörelsen redovisar viktiga händelser inom scoutrörelsen.

## 1907

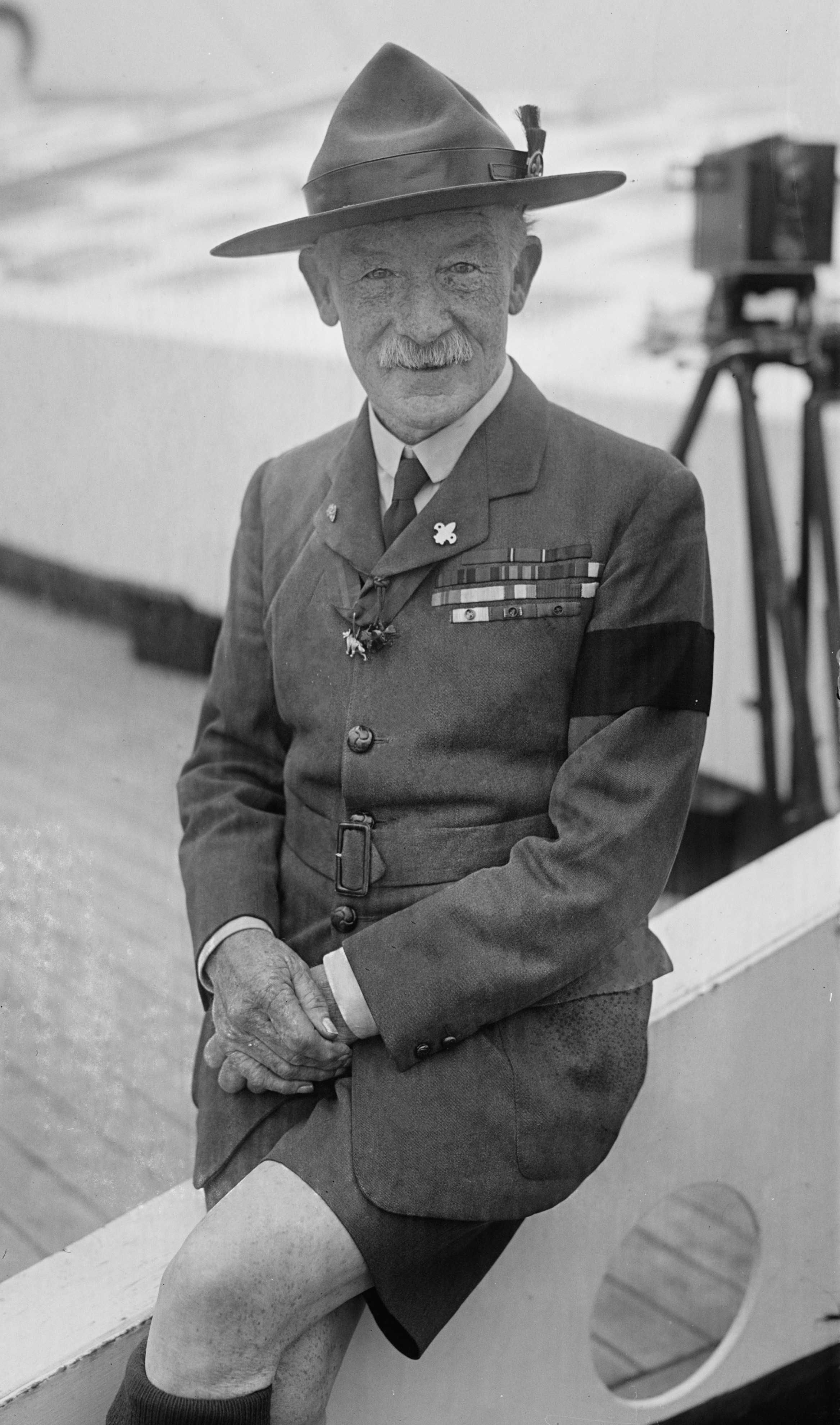
Robert Baden-Powell

- 1-7 augusti: Försöksläger på Brownsea Island, med Robert Baden-Powell.

## 1908
- Boken Scouting for Boys utkommer.[1]
- Emil Winkvist i KFUM startar scoutverksamhet i sin villa i Spånga.
- Scouting startar i Gibraltar, Malta, Kanada, Australien, Nya Zeeland, Irland och Sydafrika

## 1909

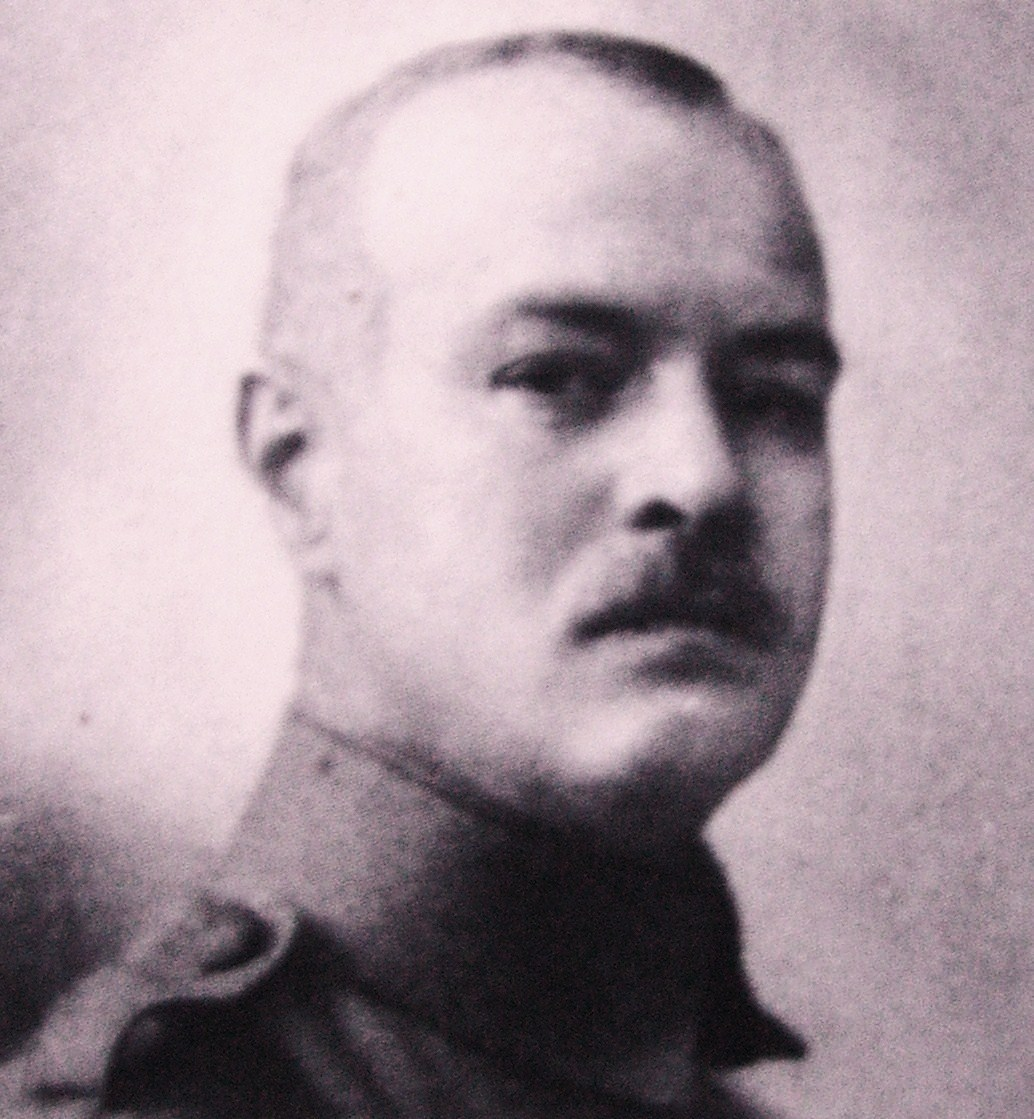
Ebbe Lieberath

- Ebbe Lieberath hittar av en slump under en båtresa Scouting for Boys och börjar att översätta boken till svenska.
- Scouting startar i Belgien, Chile, Danmark, Guyana, Indien, Ryssland, Sierra Leone och Zimbabwe,

## 1910
- Ebbe Lieberath blir ledare i den nystartade scoutkåren Riddarpojkarna i Göteborg.
- Scouting startar i Armenien, Brasilien, Finland, Grekland, Jamaica, Kenya, Nederländerna, Singapore och USA

## 1911
- Robert Baden-Powell besöker både Sverige och Norge.
- Flickscouting startas i Sverige
- 18 december - KFUM:s Scoutförbund bildas
- Scouting startar i Belize, Bulgarien, Frankrike, Hongkong, Malaysia, Norge, Slovakien, Sverige, Thailand, Tjeckien och Tyskland

## 1912
- 3 januari bildas Sveriges Scoutförbund (SS), med Ebbe Lieberath som scoutchef.
- 25 februari Första numret av tidningen "Scouten" utkommer.
- 1-20 juli arrangeras Sveriges Scoutförbunds första förbundsläger, "olympialägret" i samband med OS i Stockholm.
- KFUM:s scoutförbund har läger i Helsingborg 9-13 augusti.
- 4 augusti - 23 scouter från Walworth, London, ska ut på ett sommarläger. Ett f.d marinfartyg ska föra över dem till lägerplatsen, när en kraftig stormby utanför Leysdown-on-Sea slog till, och fartyget kapsejsade. Åtta av dessa 23 scouter drunknar.
- Scouting startar i Argentina, Barbados, Estland, Ghana, Indonesien, Island, Italien, Libanon, Mauritius, Palestinska myndigheten,  Schweiz, Spanien, Sri Lanka, Taiwan och Kina.

## 1913
- 26 mars bildas Sveriges Flickors Scoutförbund
- Scouting startar i Bahamas, Cypern, Japan, Portugal, Slovakien och Venezuela

## 1914
- 23 april -  Sankt Georgsdagen arrangeras för första gången.
- Scouting startar i Fiji, Luxemburg och Rumänien

## 1920
31 juli - Första världsjamboreen i Olympiahallen, London.

## 1921
- Scouternas Världskommitté bildas.
- KFUK:s scoutförbund bildas.

## 1922
- Frälsningsarméns flickscoutverksamhet startar.
- Ebbe Lieberath blir medlem i Scouternas Världskommitté.
- Sveriges Scoutförbund och KFUK:s Scoutförbund bildar tillsammans Sveriges Flickscoutråd (SFS).

## 1923
- Sveriges Scoutförbund och KFUK:s Scoutförbund bildar tillsammans Sveriges Flickscoutråd (SFS).

## 1925
- 13 maj - Sveriges Flickors Scoutförbund inviger Frustunaby.

## 1926
- Hitlerjugend bildas.
- Första numret av Sveriges Flickors Scoutförbunds medlemstidning Sveriges Flick-scouters Tidning utkommer i februari.

## 1927
- Robert Baden-Powell besöker Sverige.
- NTO:s scoutförbund bildas.

## 1928
- Sveriges Flickors Scoutförbund startar Blåvinge och Seniorscouting. Samma år utkommer även första numret av tidningen "Ledarbladet".

## 1929
- Sveriges Scoutförbunds ledartidning "Totem" utkommer i februari månad

## 1930
- Sveriges Scoutförbund bildar tillsammans med KFUM:s scoutförbund Svenska Scoutunionen, med Svenska Scoutrådet som verkställande organ.
- Sveriges Flickscoutråd blir beslutande organ.

## 1931
- Sveriges Scoutförbunds Förlags AB, startar AB Scoutvaror.
- Vargungeboken, och blåvingeboken kommer ut.
- "Våra Pojkar" startas inom SMU.

### Fotnoter
1. ↑  Per Westberg (28 april 1993). ”Generalen som aldrig ville bli stor” (på svenska). Dagens nyheter. http://www.dn.se/arkiv/kultur/tredje-sidan-generalen-som-aldrig-ville-bli-stor/. Läst 15 september 2017.